# Dalida mon amour - volume 2
Albums de Dalida
Dalida mon amour
(1989) Été 90 - Let me dance
(1990)
Surfant sur le succès rencontré par la compilation précédente, Orlando commercialise un second volume. Dalida mon amour volume 2 regroupe des enregistrements de Dalida couvrant la période 1970 - 1984. Cependant, si la compilation n'apporte aucun nouvel élément à la carrière posthume de la chanteuse, elle a le mérite de faire découvrir des chansons moins connues du grand public. Cet album sera commercialisé en simple et double compact disc.

## CD 1
- Les p'tits mots
- La rose que j'aimais
- Ne lui dis pas
- L'innamorata
- Comme si tu étais là
- Pour qui, pour quoi
- Des gens qu'on aimerait connaître
- Comment faire pour oublier
- Le premier amour du monde
- Mamina
- Quand s'arrêtent les violons
- Pour vous
- J'aurai voulu danser
- Pour toi Louis
- Bye, bye

## CD 2
- Je suis toutes les femmes
- La pensione bianca
- Le petit bonheur
- Il faut du temps
- Soleil
- Ma vie je la chante
- Marjolaine
- Jouez bouzouki
- Ton prénom dans mon cœur
- La féria
- Les feuilles mortes
- Là où je t'aime
- Tables séparées
- Fini, la comédie
- Rio do brasil

Le cd simple commercialisé reprend les titres du premier cd.